# Chapelle Saint-Jean-l'Évangéliste de Perpignan
La chapelle Saint-Jean-l'Évangéliste de Perpignan dite Funerària est un édifice religieux édifié sur la commune de Perpignan dans le département des Pyrénées-Orientales en région Occitanie.

## Situation
La chapelle se situe à Perpignan dans la préfecture des Pyrénées-Orientales dans la rue Amiral Ribeil, elle est à la propriété de la ville.

## Histoire

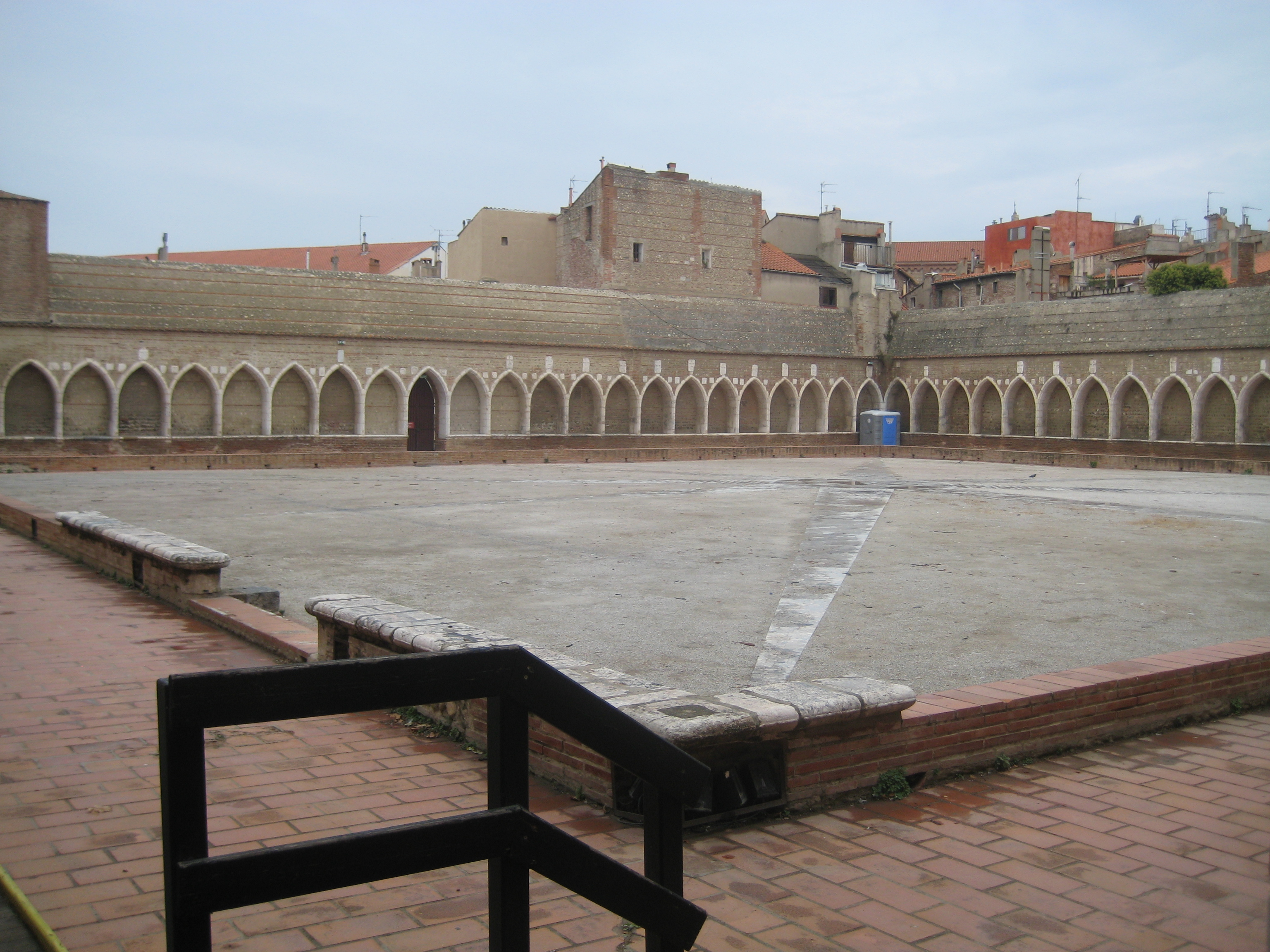
Cloître-cimetière Saint-Jean, dit Campo Santo.

La chapelle est en relation avec le cimetière du Campo-Santo. Elle fut construite à proximité de la cathédrale de Perpignan au XIVe siècle entre 1300 et 1330 et fut financée essentiellement par fonds privés. Elle devint ensuite une salle de cours au XVe siècle afin de revenir une salle capitulaire en 1601. 
Les murs du cimetière et la chapelle sont classés au titre des monuments historiques depuis le 30 juin 1910.
La commune y installa les Archives départementales et en 1985 elle retrouve sa fonction de culte.

## Architecture
L'architecture est de style gothique et elle est dotée de vitraux contemporains, elle se compose de 4 galeries d'environ 54 mètres de long chacune. Elle n'a qu'une seule nef et n'a pas de chapelles latérales. Il est le plus vaste et le plus ancien exemple de cloître funéraire conservé en France. En 1999, à la suite de la détérioration des vitraux d'origine de la chapelle, l'État commande à la peintre abstraite américaine, Shirley Jaffe, une série de neuf vitraux. Les verrières dont Shirley Jaffe a conçu les cartons ont été pensées avec le souci de respecter et de mettre en valeur l'identité architecturale de la chapelle. 